# Pallacanestro Virtus Roma 1998-1999
Formazione della Pallacanestro Virtus Roma 1998-1999.
1998/99
| 5  | Italia (bandiera)              | Emiliano Busca      |
| 6  | Italia (bandiera)              | Tommaso Plateo      |
| 7  | Italia (bandiera)              | Ruggero Fiasco      |
| 8  | Italia (bandiera)              | Alessandro Tonolli  |
| 9  | Italia (bandiera)              | Alberto Rossini     |
| 10 | Serbia e Montenegro (bandiera) | Saša Obradović      |
| 11 | Italia (bandiera)              | Fabrizio Ambrassa   |
| 12 | Stati Uniti (bandiera)         | Warren Kidd         |
| 13 | Italia (bandiera)              | Davide Pessina      |
| 14 | Italia (bandiera)              | Andrea Cessel       |
| 15 | Italia (bandiera)              | Mario Boni          |
|    | Italia (bandiera)              | Andrea Dallamora    |
|    | Germania (bandiera)            | Sebastian Machowski |
|    | Stati Uniti (bandiera)         | John Turner         |

- Allenatore: Marco Calvani (Valerio Bianchini-Attilio Caja)
- Presidente: Giorgio Corbelli